# Matus
Matus là một chi bọ cánh cứng trong họ Dytiscidae. Nó gồm các loài:
- Matus bicarinatus
- Matus leechi
- Matus ovatus
- Matus relictus
- Matus levifailus